# Nyack

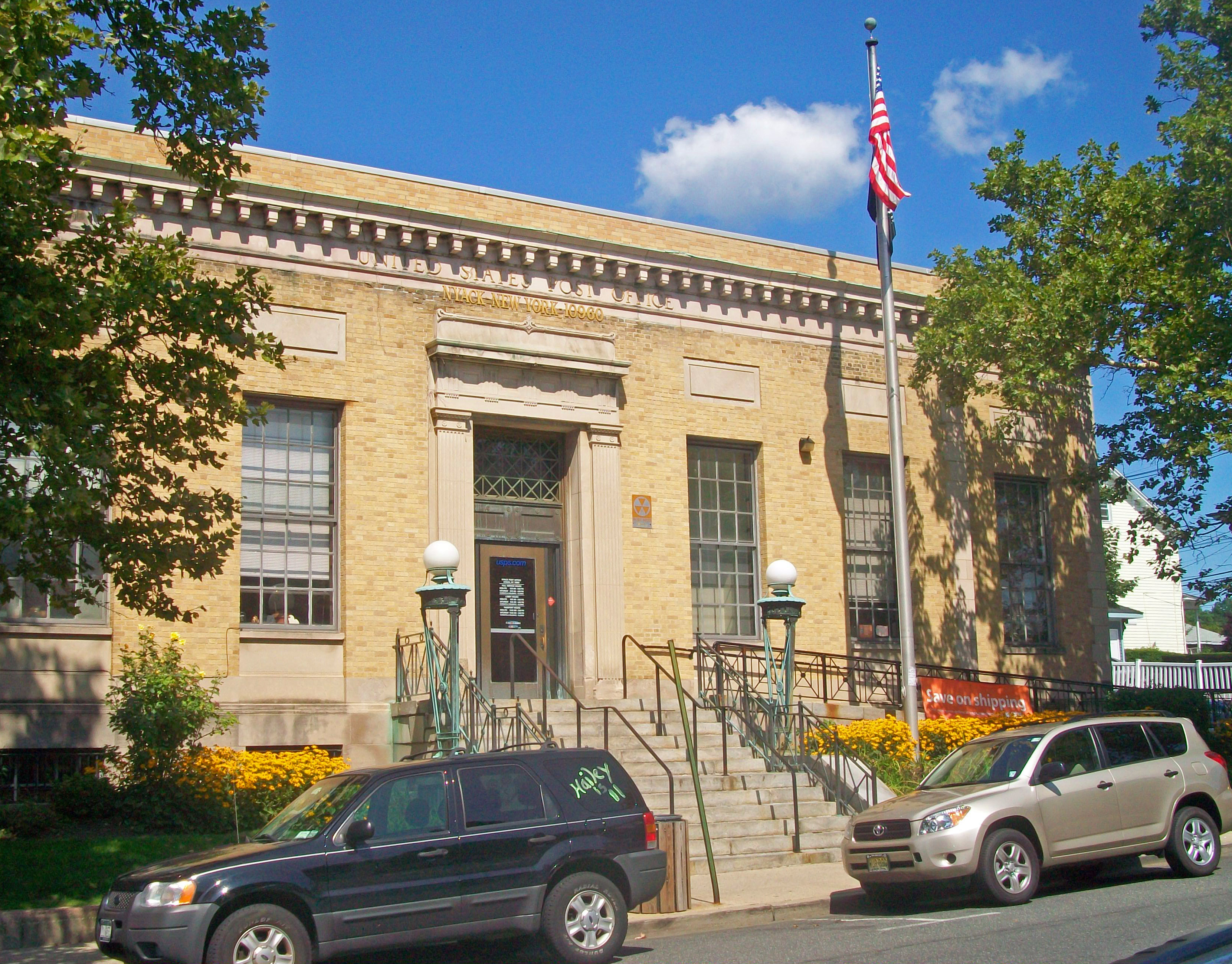
Oficina postal de Nyack.

Nyack es una villa ubicada en el condado de Rockland en el estado estadounidense de Nueva York. En el año 2000 tenía una población de 7830 habitantes y una densidad poblacional de 4959,3 personas por km². Nyack se encuentra ubicada dentro del pueblo de Orangetown.

## Geografía
Nyack se encuentra ubicada en las coordenadas 41°5′33″N 73°55′21″O / 41.09250, -73.92250. Según la Oficina del Censo, la ciudad tiene un área total de 4,2 km² (1,6 mi²), de la cual 2 km² (0,8 mi²) es tierra y 2,2 km² (0,8 mi²) (51,88 %) es agua.

## Demografía
Según la Oficina del Censo en 2000 los ingresos medios por hogar en la localidad eran de 54 890 $ y los ingresos medios por familia eran 69 146 $. Los hombres tenían unos ingresos medios de 50 043 $ frente a los 35 202 $ para las mujeres. La renta per cápita para la localidad era de 32 699 $. Alrededor del 6,0 % de la población estaban por debajo del umbral de pobreza.